# Tmesisternus vinculatus
Tmesisternus vinculatus är en skalbaggsart som beskrevs av Heller 1914. Tmesisternus vinculatus ingår i släktet Tmesisternus och familjen långhorningar.
Artens utbredningsområde är Irian Jaya. Inga underarter finns listade i Catalogue of Life.